# Joachim Lilliestråle
Joachim Wilhelm Richard Lilliestråle, född 1 oktober 1876 i Hovmantorps socken, död 5 januari 1967 i Timrå församling, var en svensk företagsledare.
Joachim Lilliestråle var son till ryttmästaren Richard Wilhelm Lilliestråle. Efter studier vid Ombergs skogsskola och Skogsinstitutet samt ett par kortare anställningar kom han 1903 till Gideå & Husums aktiebolag som skogsförvaltare. Vid Långrörs aktiebolag var han skogschef 1909–1911. År 1911 anställdes han vid Wifstavarfs aktiebolag, först som skogschef till 1918, sedan som disponent till 1921 då han blev bolagets verkställande direktör. Under Lilliestråles ledning utvecklades Wifstavarf betydligt och han kom att ses som en av förgrundsgestalterna inom norrländsk skogsindustri. Han innehade även en mängd andra förtroendeuppdrag, bland annat som styrelseordförande i Indalsälvens flottningsförening och andra flottningsföreningar, styrelseordförande i Västernorrlands och Jämtlands läns handelskammare 1930–1942, styrelseledamot i Sveriges Industriförbund och Svenska Arbetsgivareföreningen. Han innehade förtroendeposter bland annat som styrelseledamot i Svenska cellulosaföreningen där han var ordförande 1941–1945, Svenska trävaruexportföreningen och Svenska sågverksförbundet. Han var från 1932 ledamot av Järnvägsrådet.